# Medycyna niekonwencjonalna

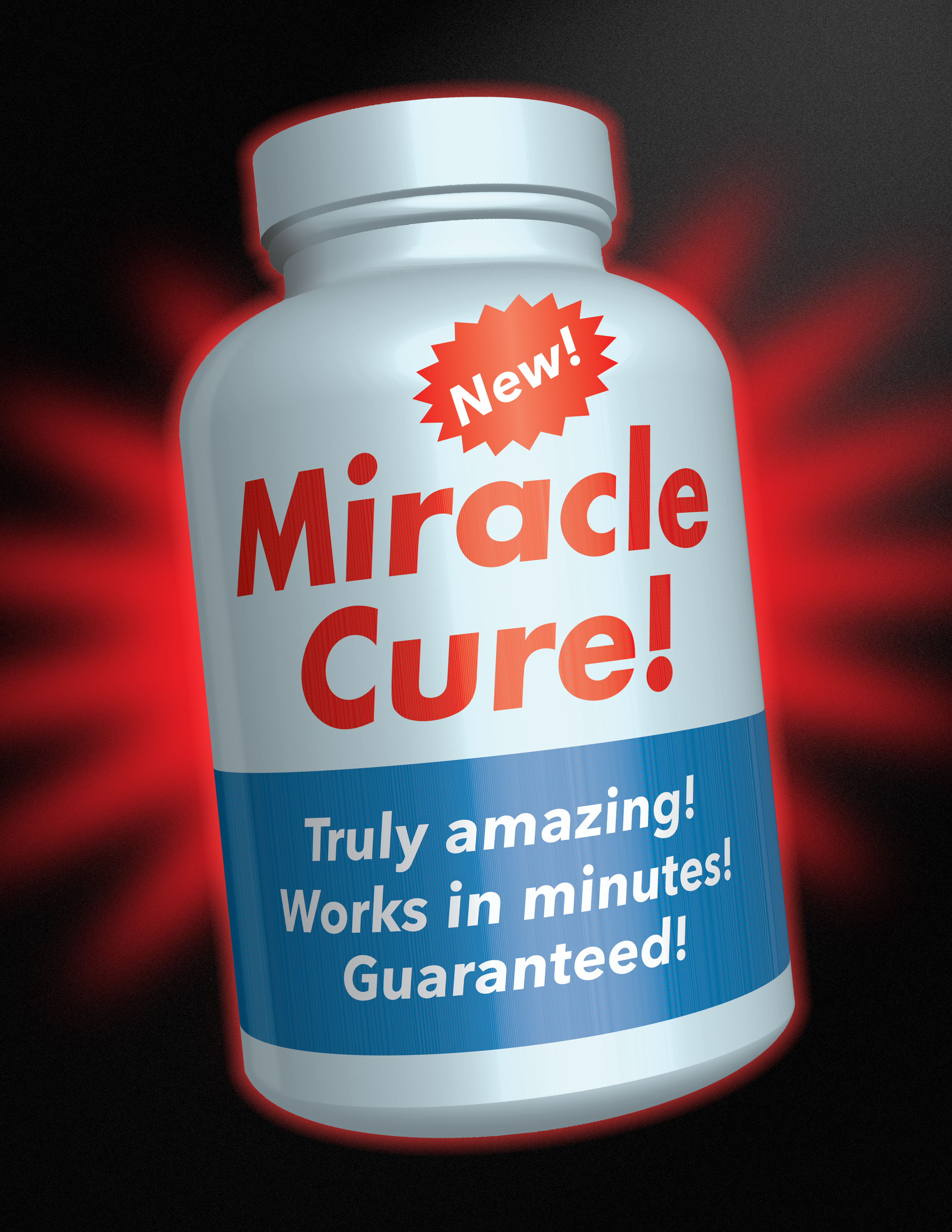
Produkty oferowane w ramach terapii alternatywnych często są reklamowane w kampaniach reklamowych przez górnolotne hasła i jednostkowe raporty osób, które deklarują pomyślne wyleczenie. Te raporty nie są jednak potwierdzone wiedzą naukową.

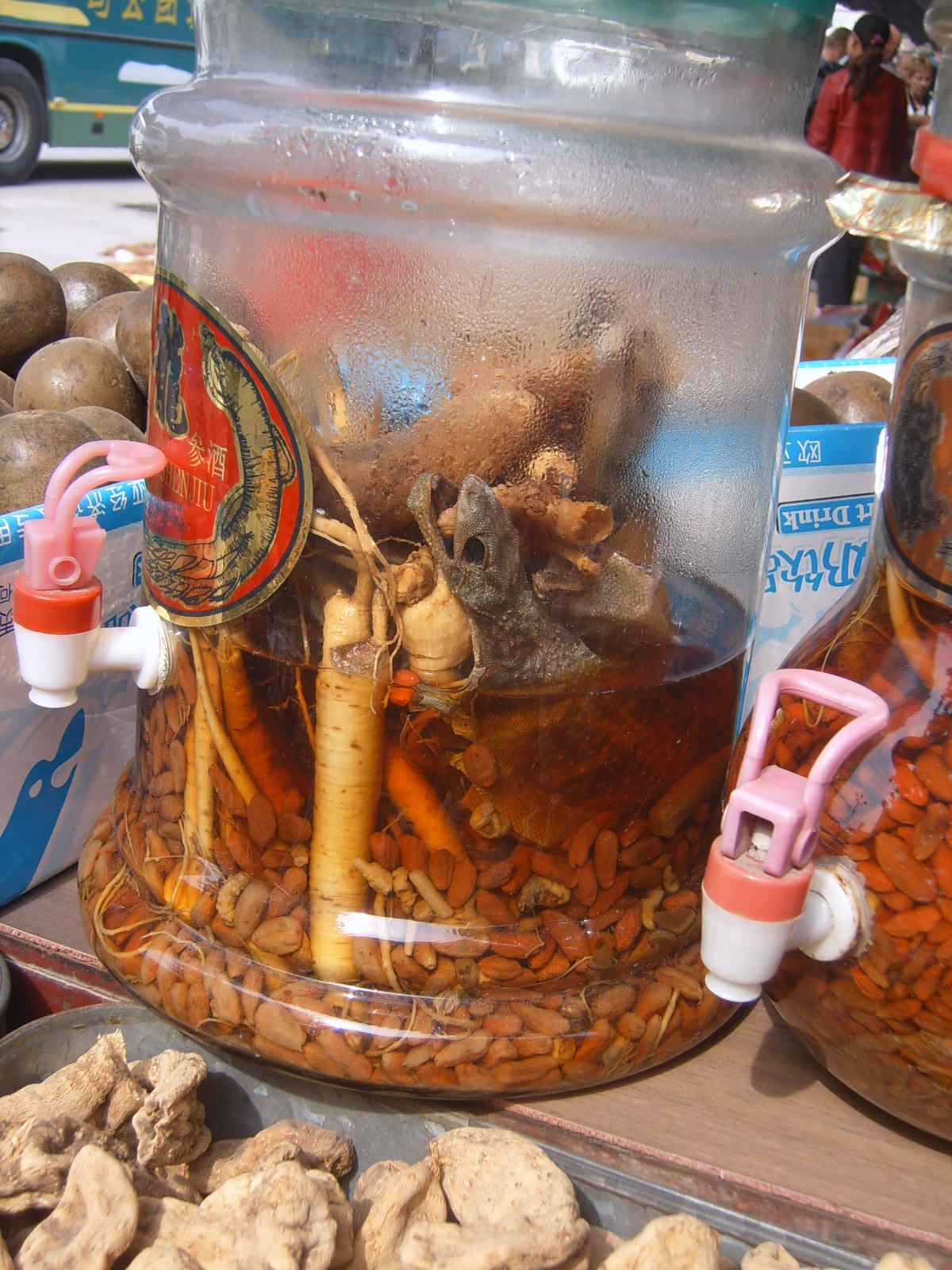
Wywar z żeń-szenia, znanej od tysiącleci na kontynencie azjatyckim rośliny leczniczej.

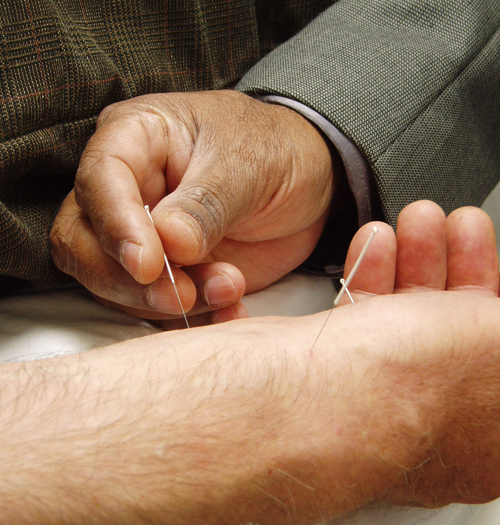
Akupunktura to wywodząca się z Chin metoda leczenia, polegająca na nakłuwaniu ciała pacjenta w ustalonych punktach w celu poprawy stanu zdrowia.

Medycyna niekonwencjonalna, paramedycyna, pseudomedycyna lub inaczej medycyna alternatywna, w skrócie alt-med – metody i praktyki, o których twierdzi się, że mają działanie lecznicze lub diagnostyczne, ale są obalone, niesprawdzone, niemożliwe do udowodnienia na podstawie badań naukowych lub ich działanie szkodliwe jest większe niż pozytywne działanie lecznicze. Te metody zazwyczaj nie są akceptowane, a niekiedy stoją w sprzeczności z medycyną opartą na badaniach naukowych (evidence-based medicine), oparte są na twierdzeniach niezgodnych z podstawową wiedzą przyrodniczą i medyczną i w opinii lekarzy i naukowców uchodzą za nieskuteczne albo o wiele gorsze od dostępnych metod oferowanych przez medycynę.
Zwraca się uwagę, iż bliskoznaczne określenia „medycyna niekonwencjonalna”, „paramedycyna”, „pseudomedycyna” i „medycyna alternatywna” są z gruntu mylące i wewnętrznie sprzeczne – choć zawierają one słowo „medycyna” sugerujące leczenie, to określenia te stosowane są wobec metod, które nie leczą lub którymi „leczenie” nie ma potwierdzonej skuteczności.
Praktyki paramedyczne, zwane szerzej praktykami alternatywnymi czyli substytut lub uzupełnienie terapii medycznych, nie mają udowodnionego działania leczniczego u chorych, bez względu na rodzaj schorzenia, na co zwraca uwagę m.in. Amerykańskie Towarzystwo Onkologiczne. Ich używanie jako metod terapeutycznych jest uważane za nieetyczne przez zdecydowaną większość środowisk naukowych i lekarskich. Pozytywne efekty obserwowane przez pacjentów przy zastosowaniu paramedycyny mogą być wynikiem placebo, regresji w kierunku średniej (w której poprawa, która i tak by się wydarzyła, jest przypisywana terapiom niekonwencjonalnym), mniejszej ilości skutków ubocznych (która jest efektem zmniejszenia rzeczywistego leczenia funkcjonalnego) lub dowolnej kombinacji powyższych. W przeciwieństwie do bardziej wiarygodnych metod, takich jak oparte na dowodach farmakoterapia czy psychoterapia, alternatywne terapie i diagnozy nie są częścią powszechnych systemów opieki zdrowotnej funkcjonujących w większości krajów rozwiniętych; nie są też nauczane w szkołach medycznych w ramach programów empirycznych. Niekonwencjonalne terapie często opierają się na religii, tradycji, przesądach, wierze w zjawiska nadprzyrodzone, pseudonauce, błędach w rozumowaniu, propagandzie, oszustwie lub kłamstwie. Regulacja i licencjonowanie paramedycyny i dostawców opieki zdrowotnej różni się w poszczególnych krajach.
Medycyna niekonwencjonalna składa się z szerokiej gamy praktyk, produktów i terapii – od tych, które są biologicznie wiarygodne, ale niezbyt dobrze przetestowane, do tych o znanych szkodliwych i toksycznych skutkach. Medycyna niekonwencjonalna stała się popularna i jest używana przez znaczny procent populacji w wielu krajach. Podczas gdy dokonała znaczącej zmiany w nazewnictwie: od szarlatanerii do medycyny komplementarnej lub integracyjnej – promuje zasadniczo te same co dawna „szarlataneria” praktyki. Jej zwolennicy często sugerują, aby stosować alternatywną medycynę wraz z funkcjonalnym leczeniem medycznym, w przekonaniu że uzupełnia leczenie (polepsza działanie lub łagodzi skutki uboczne). Nie ma dowodów na to, że tak się dzieje, a znaczące interakcje leków spowodowane alternatywnymi terapiami mogą zamiast tego negatywnie wpływać na leczenie, czyniąc je mniej skutecznym, w szczególności w przypadku terapii przeciwnowotworowych. Pomimo tego, że w większości krajów rozwiniętych alternatywne terapie leczenia nowotworów są wprowadzane na rynek nielegalnie i osiągają wysokie ceny, wielu chorych na nowotwory stosuje je.
Część praktyk zaliczanych do medycyny niekonwencjonalnej ma swoje źródło w starszej tradycji (jak akupunktura), a inne rozwinęły się w czasach nowożytnych (na przykład homeopatia i bioenergoterapia). Medycyna niekonwencjonalna nie jest tym samym, co medycyna eksperymentalna lub tradycyjna, choć większość spośród współcześnie stosowanych metod tradycyjnych jest nieuznana jako terapie medyczne. Wbrew częstemu przekonaniu, na testowanie medycyny niekonwencjonalnej przez ośrodki naukowe i zespoły badawcze przeznaczane są znaczne wydatki.

## Wybrane rodzaje medycyny niekonwencjonalnej
- akupresura – metoda polegająca na ucisku określonych miejsc ciała
- akupunktura – metoda polegająca na wbijaniu igieł w określone miejsca na ciele
- apiterapia – metoda polegająca na podawaniu produktów pochodzących od pszczół
- aromaterapia – metoda polegająca na podawaniu naturalnych olejków eterycznych
- bioenergoterapia – metoda polegająca na wykorzystaniu nieudowodnionej tzw. „bioenergii”
- biorezonans – metoda polegająca na wykorzystaniu aparatów mierzących opór elektryczny skóry
- homeopatia – metoda polegająca na zastosowaniu tzw. „zdynamizowanych” roztworów wodnych różnych substancji, najczęściej pochodzenia roślinnego lub mineralnego
- irydologia – metoda rzekomo diagnozująca stan zdrowia na podstawie wyglądu tęczówki oka
- koloroterapia – metoda polegająca na ekspozycji na światło o różnych kolorach
- litoterapia – metoda polegająca na podawaniu minerałów
- metoda Batesa – metoda polegająca na „relaksacji oczu”
- ortopatia – metoda polegająca na wykorzystaniu samoregenerujących właściwości organizmu
- radiestezja – metoda polegająca na użyciu wahadeł
- refleksologia – metoda polegająca na manualnym uciskaniu stóp, rąk lub twarzy celem rzekomego leczenia organów wewnętrznych
- sylwoterapia – metoda polegająca na przebywaniu przy drzewach i krzewach
- urynoterapia – metoda polegająca na stosowaniu moczu